# Corston (Somerset)
Corston – wieś w Anglii, w hrabstwie ceremonialnym Somerset, w dystrykcie (unitary authority) Bath and North East Somerset. Leży 12 km na południowy wschód od miasta Bristol i 162 km na zachód od Londynu. W 2001 miejscowość liczyła 498 mieszkańców.